# Leo Ball
Leo S. Ball (* 1927 in Brockton (Massachusetts); † 15. Dezember 2007 ebendort) war ein US-amerikanischer Jazztrompeter.

## Leben und Wirken
Ball besuchte die Brockton High School (Abschluss 1944) und diente dann im Zweiten Weltkrieg bei der US-Marine im Pazifik. Nach Kriegsende studierte er an der  Northeastern University und gründete mit Dick Johnson eine erste Band, mit der sie auf Tournee gingen. Er war ab den späten 1940er-Jahren in der New Yorker Musikszene aktiv; erste Aufnahmen entstanden 1958 mit Dan Terry („Coca Cola Rock“). Er spielte dann in den frühen 1960er-Jahren in Herbie Manns Cuban Band und dessen Afro-Jazz Sextett, 1965 bei Bobby Vinton und den Village Stompers (u. a. mit Joe Muranyi). In den 1980er-Jahren gehörte er der Dick Meldonian/Sonny Igoe Big Swing Jazz Band an. Im Bereich des Jazz war er zwischen 1958 und 2004 an zehn Aufnahmesessions beteiligt, zuletzt mit Abe Silverman (Dream Theme). Im Laufe seiner Karriere arbeitete er ferner mit Xavier Cugat, Billy May, Perez Prado, Jerry Dodgion und mit Paul Anka, für den er auch als musikalischer Leiter fungierte.